# برایان کرول
برایان کرول (انگلیسی: Brian Carroll؛ زادهٔ ۲۰ ژوئیهٔ ۱۹۸۱) بازیکن فوتبال سابق اهل ایالات متحده آمریکا است.
وی همچنین در تیم ملی فوتبال ایالات متحده آمریکا بازی کرده‌است.

## نگارخانه

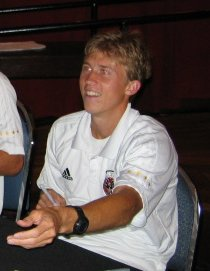